# Кокодиняк Ігор Ігорович
Ігор Ігорович Кокодиняк (нар. 24 квітня 1997, селище Великий Любінь Львівський район Львівської області — пом. 3 березня 2022, селище Ворзель в Бучанському районі Київській області) — старший сержант Збройних сил України, учасник російсько-української війни, що загинув у ході російського вторгнення в Україну в 2022 році.

## Життєпис
Ігор Кокодиняк народився 1997 року у містечку Великий Любінь неподалік Львова. У дитинстві та юності проживав у Самборі на Львівщині. Навчався у Самбірській спеціалізованій школі № 8 з поглибленим вивченням англійської мови. Згодом закінчив Самбірський ліцей сфери послуг.
2016 році почав службу у прикордонних військах. А у вересні 2020 року був призваний до 80-ї Окремої десантно-штурмової бригади. У складі десантників неодноразово брав участь в Операції об'єднаних сил на сході України. Ігор Кокодиняк загинув 3 березня 2022 року в ході російського вторгнення в Україну під час боїв у Ворзелі на Київщині. Саме там на початку березня тривали найзапекліші бої з окупантами. Тоді нашим військам довелося відступити. Забрати тіла загиблих вдалося лише після звільнення територій Збройними Силами України.
Прощання з Ігорем Кокодиняком проходило 11 квітня 2022 року на площі Пам'яті Самбора на Львівщині. Прощання із загиблим відбулося у залі органної та камерної музики. Поховали Ігоря Кокодиняка з усіма військовими почестями.

## Нагороди
- орден За мужність III ступеня (2022, посмертно) — за особисту мужність і самовіддані дії, виявлені у захисті державного суверенітету та територіальної цілісності України, вірність військовій присязі [3].